# إلدار أرسلانوف
إلدار أرسلانوف (الروسية: Арсланов, Ильдар Ринасович) (و. 1994  م) هو راكب دراجة هوائية روسي، ولد في أغيديل.

## سجل الفوز

### سباقات أو مراحل فاز بها
| التاريخ        | السباق                     | المركز                                                                  |
| -------------- | -------------------------- | ----------------------------------------------------------------------- |
| 31 مايو 2015   | 2015 Peace Race U23        | العاشر في تصنيف الجبال                                                  |
| 15 أكتوبر 2017 | طواف تركيا الرئاسي 2017    | الخامس في التصنيف العام                                                 |
| 17 يونيو 2018  | طواف سلوفينيا 2018         | الثامن في تصنيف الجبال، التاسع في التصنيف العام، التاسع في تصنيف النقاط |
| 24 يونيو 2018  | سباق أدرياتيكي يونيكا 2018 | المركز الثالث                                                           |
| 18 أغسطس 2018  | طواف ليموزين 2018          | السادس في تصنيف أفضل شاب                                                |
| 17 فبراير 2019 | تروفيو لايقويليا 2019      | الثامن في التصنيف العام                                                 |
| 07 يوليو 2019  | طواف سيبيو للدراجات 2019   | الرابع في التصنيف العام، الثامن في تصنيف الجبال                         |

## روابط خارجية
- إلدار أرسلانوف على موقع الاتحاد الدولي للدراجات (الإنجليزية)
- إلدار أرسلانوف على موقع أرشيف الدراجات (الإنجليزية)
- إلدار أرسلانوف على موقع إحصائيات الدراجات الإحترافية (الإنجليزية)
- إلدار أرسلانوف على موقع نسبة الدراجات (الإنجليزية)